# Leandro Vissotto Neves
Leandro Vissotto Neves o simplemente Leandro Vissotto (São Paulo, Brasil, 30 de abril de 1983) es un jugador profesional de voleibol brasileño que juega como opuesto en el JT Thunders japonés y en la selección brasileña.

## Trayectoria

### Clubes
Crecido en las juveniles del Flamengo, debutó con el primer equipo en la primera división de Brasil con tan solo dieciséis años en 1999. Entre la temporada 2000-2001 y 2005-06 jugó por cuatro clubes brasileños distintos sin lograr ganar ningún título. En verano 2006 se marchó a Italia y jugó por el Top Volley Latina en 2006-2007 y el Taranto Volley en 2007-08 convirtiéndose en el máximo anotador del campeonato italiano gracias a sus 484 puntos.  
En julio de 2008 fichó por el Trentino Volley por dos temporadas y en 2008-09 ganó su primero título, la Liga de Campeones 2008-09 venciendo el Iraklis VC (3-1) y siendo el máximo anotador de la final con 21 puntos. En la temporada siguiente ganó otra Liga de Campeones, el Mundial de Clubes y la Copa de Italia.
Dejó el equipo trentino en verano 2010 de regreso a Brasil en el GRER Araçatuba con el cual triunfó en el campeonato paulista; tras unas temporadas en el PV Cuneo, el VK Ural Ufa y el RJX Río de Janeiro en enero de 2014 fichó por los surcoreanos del KEPCO Vixtorm. En septiembre de 2014 se marchó a los JT Thunders de Japón y consiguió el campeonato japonés y la copa del Emperador.

### Selección
Con las selecciones juveniles de Brasil ganó el campeonato mundial Sub-19 y campeonato mundial Sub-21 de 2001, con tan solo 18 años; en otoño del mismo año debutó con la selección absoluta y en 2003 ganó su primera Liga Mundial. En su etapa en la selección ha conquistado dos campeonatos sudamericanos, 4 Liga Mundiales, el Campeonato Mundial de Italia 2010 y el subcampeonato en Polonia 2014 y la plata olímpica en los Juegos Olímpicos de Londres 2012.

## Palmarés

### Clubes
- Copa de Italia (1) : 2009-10
- Champions League (2): 2008-09, 2009-10
- Campeonato Mundial de Clubes (1) : 2009
- Campeonato Paulista (1): 2010
- Campeonato de Japón (1): 2014-15
- Copa del Emperador (1): 2014-15